# José Antonio Meade Kuribreña

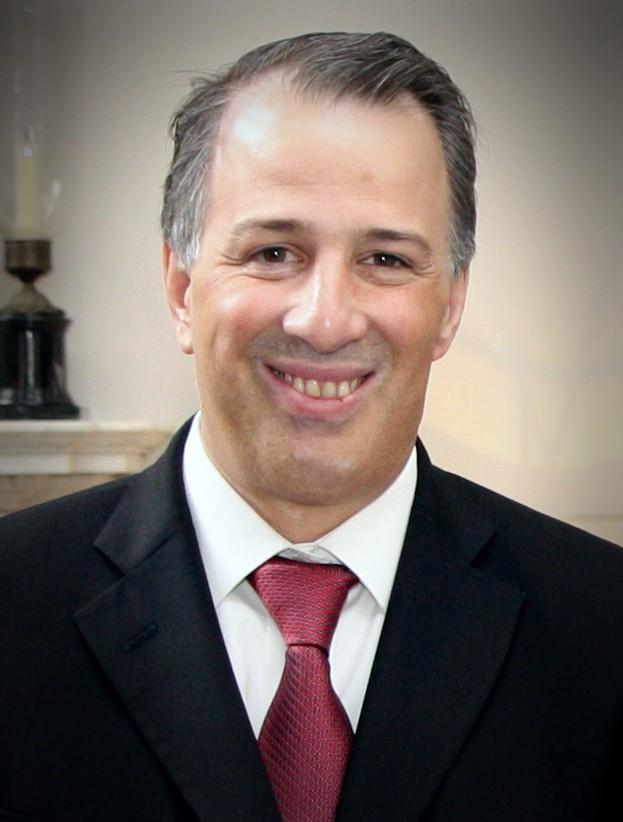
José Antonio Meade Kuribreña (2015)

José Antonio Meade Kuribreña (* 27. Februar 1969 in Mexiko-Stadt) ist ein mexikanischer Politiker und Wirtschaftswissenschaftler. Lange als parteiloser Minister sowohl in PRI- als auch in PAN-geführten Regierungen tätig, wurde er 2017 Mitglied der PRI und kandidierte bei der Präsidentschaftswahl in Mexiko 2018 für die Koalition „Alle für Mexiko“ (Todos por México) der Parteien PRI, PVEM und Nueva Alianza. Er landete mit rund 21 Prozent der Stimmen auf Platz 3.

## Leben
Meade Kuribreña ist der Sohn von Dionisio Meade y Garcia de Leon und dessen Frau Lucía Kuribreña, Tochter des Anwalts und Bildhauers José Kuribreña. Die Vorfahren der Familie Meade Kuribreña stammen aus Irland und Libanon.
1987 begann er sein Studium in Wirtschaftswissenschaften am Instituto Tecnológico Autónomo de México (ITAM). Dort begegnete er zwei späteren Amtskollegen in der Regierung Peña Nieto, Luis Videgaray Caso (Außenminister und Finanzminister) und Virgilio Andrade Martínez (Minister für Kontrolle und administrative Verwaltung und Direktor der „Banco del Ahorro Nacional y Servicios Financieros“). Außerdem absolvierte er den Magisterstudiengang Recht an der Rechtsfakultät der Universidad Nacional Autónoma de México (UNAM).
Meade Kuribreña wurde 1997 der Doktortitel in Wirtschaftswissenschaften von der Universität Yale verliehen. Er promovierte in „Öffentliche Finanzen und Internationale Ökonomie“ mit dem Thema „The Economics of Sentencing Guidelines: Evidence of Federal Fraud Offenders“ (Die Ökonomie der Verurteilungsrichtlinien).
Meade Kuribreña war Energieminister (7. Januar bis 9. September 2011) und Finanzminister (9. September 2011 bis 30. November 2012) im Kabinett Felipe Calderón. Sofort im Anschluss wurde er im Kabinett Enrique Peña Nietos der politischen Gegenseite Außenminister (1. Dezember 2012 bis 26. August 2015), Sozialminister (27. August 2015 bis 6. September 2016) und nochmals Finanzminister (7. September 2016 bis 27. November 2017).
José Antonio Meade Kuribreña trat bei der Präsidentschaftswahl in Mexiko 2018 für das PRI-geführte Wahlbündnis „Todos por México“ als Kandidat für das Präsidentenamt an und erreichte rund 21 Prozent der Stimmen. Er trug damit zu einem historisch schlechten Ergebnis der PRI bei. Der Soziologe Emir Simão Sader schrieb vor der Präsidentschaftswahl 2018, José Antonio Meade sei einer der „typischen neoliberalen Ökonomen“ die die PRI als ihren Kandidaten auserwählt habe. Er trete zwar als externer Kandidat für die PRI an, sei aber „vollständig integriert in die unternehmerischen Eliten“.